# Fire Emblem Gaiden
Fire Emblem Gaiden (ファイアーエムブレム外伝 Faiā Emuburemu Gaiden?) är ett turordningsbaserat strategi-rollspel som utvecklades av Intelligent Systems till Famicom, och som gavs ut av Nintendo den 14 mars 1992 i Japan. Det gavs senare även ut via Virtual Console till Wii, Nintendo 3DS och Wii U.
Spelet är den andra delen i serien Fire Emblem, och är en "sidoberättelse" till den första; den utspelar sig i samma värld, men på en annan kontinent.

## Spelupplägg
Liksom övriga delar i serien är Gaiden ett turordningsbaserat strategi-rollspel, i vilket spelaren styr en militär trupp i strider i en fantasy-miljö. Spelvärlden ses från ovan, och är indelad i ett rutnät där varje figur tar upp en ruta. Spelaren kan markera rutan en av hans eller hennes figurer står på, och sedan en annan ruta för att förflytta figuren dit eller exempelvis anfalla den figur som står på den rutan.
Spelfigurerna har olika "klasser", såsom magiker, soldat och bågskytt, som påverkar hur de används i strid; magiker kan använda magi, vilket i det här spelet kostar hälsopoäng, och bågskyttar kan anfalla på avstånd. Figurer kan tilldelas en ny klass om spelaren besöker en staty föreställande gudinnan Mila. Spelaren kan ge sina figurer olika vapen; till skillnad från övriga spel i serien har figurerna alltid varsitt vapen som är tillgängligt om de inte har blivit givna ett specifikt vapen av spelaren. Vapnen blir i det här spelet inte heller slitna med tiden, som de blir i övriga Fire Emblem-spel, utan kan användas fritt utan att de går sönder.

## Handling
Gaiden är en "sidoberättelse" till det första Fire Emblem-spelet, men är enbart vagt kopplad till det. Det utspelar sig i samma värld, men äger rum i den fjärran kontinenten Valentina, där jordens gudinna Mila och demonguden Doma stridit för tusentals år sedan. Efter striden delades Valentina upp i två delar: Det sydliga kungadömet Zofia, och det nordliga Rigel.
Kejsar Rudolf av Rigel rustar upp en armé, och har som mål att förena Valentina under sitt styre; han får hjälp av Dohza, en "helig riddare" från Zofia som har förrått sitt land, och tar över Zofia. Spelet följer bland annat Alm, en ung man från byn Ram, som leder en armé för att frigöra Valentina från Rudolfs terrorvälde.

## Utveckling
Spelet utvecklades av Intelligent Systems. Det regisserades av Shouzou Kaga, som var regissör för alla Fire Emblem-spel till och med år 2001, då han lämnade Intelligent Systems för att bilda studion Tirnanog. Spelets musik komponerades av Yuka Tsujiyoko, som även har komponerat för alla övriga spel i serien. Spelets producent var Gunpei Yokoi, och dess supervisors var Satoru Okada, Hirokazu Tanaka och Keisuke Terasaki.
Spelets användargränssnitt, samt mycket av dess grafik, är väldigt lika eller tagna direkt från det föregående spelet i serien, Shadow Dragon and the Blade of Light.

## Lansering
Gaiden gavs först ut av Nintendo i Japan den 14 mars 1992 till Famicom. Spelet återsläpptes senare digitalt via Virtual Console - en tjänst där spelare kan köpa äldre spel och spela dem via emulering på vissa av Nintendos nyare konsoler. Virtual Console-versionen gavs ut till Wii den 4 november 2009, Nintendo 3DS den 30 april 2013, och Wii U den 20 augusti 2014. Spelet har enbart givits ut i Japan och på japanska.

## Mottagande
| Mottagande      | Mottagande      |
| Recensionsbetyg | Recensionsbetyg |
| Publikation     | Betyg           |
| --------------- | --------------- |
| Famitsu         | 28/40           |

På grund av de förändringar som finns i Gaiden jämfört med det första spelet i serien, som sedan inte användes i senare spel, har Gaiden ofta kallats för Fire Emblems "svarta får", och jämförts med Zelda II: The Adventure of Link, det andra spelet i serien The Legend of Zelda. I deras artikel om Fire Emblem-serien skrev Hardcore Gaming 101 att de trots detta anser Gaiden vara ett utmärkt spel, och att det är olyckligt att det inte har utvecklats någon nyversion av det.
Den japanska speltidningen Famitsu gav spelet betyget 28/40 i sin recension.